# Макгрэди, Трэйси
Трэ́йси Лама́р «Ти-Мак» Макгрэ́ди-младший (англ. Tracy Lamar "T-Mac" McGrady, Jr.; род. 24 мая 1979 года в Бартоу, Флорида, США) — американский профессиональный баскетболист, выступавший в НБА за шесть разных команд. Играл на позиции атакующего защитника и, реже, лёгкого форварда. Двоюродный брат баскетболиста Винса Картера, с которым некоторое время выступал в одной команде — «Торонто Рэпторс». Член Зала славы баскетбола с 2017 года.

## Профессиональная карьера
Макгрэди родился в Бэртоу, штат Флорида. Он играл за баскетбольную команду средней школы в Оберндейла, штат Флорида в течение трёх лет. Тренер Джой Хопкинс заметил юного баскетболиста и настоял на том чтобы Трейси перевёлся христианскую академию горы Сион (англ. Mount Zion Christian Academy), в Дареме, штат Северная Каролина. Макгрэди полностью раскрылся на новом месте и помог команде одержать 20 побед, всего лишь при одном поражении. Установив рекорд академии по числу побед за сезон. Трейси набирал в среднем по 27,5 очка, делал по 8,7 подборов, 7,7 передач, 2,8 перехватов за матч, при проценте попадания: 56,4 % — двухочковые, 38,9 % — из-за трехочковой дуги и 79,1 % — со штрафной линии. Он был назван игроком года штата Северная Каролина по версии USA Today. Макгрэди после окончания академии решил поступать в колледж Кентукки. После выставочных игр на саммите Adidas ABCD Cam ему поступило ряд предложений от нескольких команд из Национальной Баскетбольной Ассоциации и он принял решение выставить свою кандидатуру на предстоящий драфт НБА.

### Торонто Рэпторс (1997—2000)
В 1997 году, по окончании учёбы в средней школе Трэйси в 18 лет выставил свою кандидатуру на драфт НБА, где был выбран под девятым номером в первом раунде командой НБА «Торонто Рэпторс». На протяжении большей части сезона 1997/98, он получал мало игрового времени, в среднем около 13 минут за матч под руководством тренера Даррелла Уокера, набирая 7 и 9,3 очка за игру, выходя в старте в 17 играх из 64. Макгрэди описал свой дебютный год, как «ад», чувствуя себя одиноким в Торонто. В конце сезона, Уокер подал в отставку, а Макгрэди стал получать больше игрового времени под руководством нового тренера Бутча Картера.
До начала укороченный из-за локаута сезона 1998/99, «Рептилии» усилились двоюродным братом Макгрэди — Винсом Картером. В сезоне 1999/2000, дуэт заслужил репутацию самого атлетичного, получив приглашение на выступление в конкурс бросков во время всезвёздного уик-енда. Макгрэди стал выходить со скамейки, став претендентом на звание шестого игрока. «Рэпторс» закончили сезон с показателем 45-37, впервые выйдя в плей-офф в истории франшизы. Макгрэди набирал в среднем по 15,4 очка, делал по 6,3 подбора, 3,3 передачи, и 1,9 блоков за игру, однако в первом раунде «Торонто» уступили «Нью-Йорк Никс».

### Орландо Мэджик (2000—2004)
После плей-офф НБА 2000 года, Макгрэди стал свободным агентом и подписал шестилетний контракт на сумму $ 67500000 с «Орландо Мэджик». «Мэджик», рассматривали Макгрэди как прекрасное дополнение к другому вновь приобретенному свободному агенту, Гранту Хиллу. Тем не менее, из-за травмы лодыжки Хилл отыграл лишь 4 игры и Макгрэди стал лидером и первой опцией команды в нападении. Впервые в своей карьере Макгрэди был вызван на матч всех звёзд НБА, в качестве стартового форварда Восточной конференции. В конце сезона 2000/01 годов был признан самым прогрессирующим игроком НБА. Несмотря на прогресс Макгрэди, наличие в команде опытного Хораса Гранта, лучшего новичка прошлого сезона Майка Миллера и снайпера Пэта Гэррити, «Маги» были вытеснены в первом раунде плей-офф «Милуоки Бакс».
В следующем сезоне 2001/02, Макгрэди продолжил улучшать свои статистические показатели. Грант Хилл, который перешёл в Орландо из «Детройт Пистонс» одновременно с Трейси и на которого возлагались большие надежды, практически все время проводил в списке травмированных игроков, а «Мэджик» снова стали командой одного актера. Макгрэди во второй раз получил приглашение на матч всех звёзд НБА и попал в первую символическую сборную всех звёзд НБА набирая в среднем 26 очков за игру. «Маги» закончили регулярный сезон с показателем побед/поражений 44-38, но вновь уступили в первом раунде плей-офф, на этот раз «Шарлотт Хорнетс».
В сезоне 2002/03, Макгрэди набирал в среднем 32,1 очка за игру, став самым молодым баскетболистом в истории НБА возглавившим список самых результативных игроков НБА. Макгрэйди стал одним из лидеров матча всех звезд, вошёл в символическую пятерку НБА, а также завоевал золото на пан-американских играх в составе сборной США. Несмотря на личные достижения Макгрэди, «Маги», как и прежде, не смогли выйти во второй раунд плей-офф.
В сезоне 2003/04, Трэйси в очередной раз стал самым результативным игроком НБА, набирая в среднем 28 очков за игру. 10 марта 2004 года Макгрэди установил личный рекорд по результативности за игру набрав 62 очка в матче против «Вашингтон Уизардс». Однако сезон «Мэджик» был испорчен из-за многочисленных травм игроков команды: 21-61, что позволило получить первый общий выбор на предстоящем драфте (который, оказался, Дуайтом Ховардом). По завершении провального чемпионата, Трэйси Макгрэйди потребовал обмена у менеджмента команды «Орландо», пригрозив, что став через год свободным агентом он уйдет сам. У начальства флоридской команды не оставалось выбора и Ти-Мак был обменян в «Хьюстон Рокетс».

### Хьюстон Рокетс (2004—2010)
29 июня 2004 года, Макгрэди, Джуван Ховард, Тайрон Лью и Рис Гейнс были обменяны в «Хьюстон Рокетс» на Стива Фрэнсиса, Каттино Мобли и Келвина Като. Первоначально трейд рассматривался как обоюдно выгодный, однако со временем приобрел ауру одной из наиболее однобоких сделок в истории НБА .
В свой первый год с «ракетами», Макгрэди объединился с центровым Яо Мином, чтобы сформировать один из наиболее мощных дуэтов в Западной конференции.
В 2007 году, появился на обложке компьютерной игры NBA Live 2007.
Несмотря на впечатляющие личные достижения Макгрэди, «Хьюстону» лишь однажды, в 2009 году, удалось выйти во второй раунд плей-офф НБА (сам Макгрэди в том году в плей-офф из-за травмы участия не принимал). Ти-Маку очень не везло с травмами, особенно они стали осложнять его карьеру начиная с сезона 2008/09, не давая ему в полной мере раскрыть свой потенциал.
До тяжелейшей травмы колена, стоившей ему карьеры, МакГрэйди был третьим в лиге по средней результативности в плей-офф после Майкла Джордана и ЛеБрона Джеймса и самым результативным из действовавших игроков в пределах именно первого раунда, набирая 28,5 очков в среднем за 41 матч нокаут-раунда. После восстановления от травмы Макгрэди поссорился с главным тренером Риком Адельманом из-за недостаточного количества игрового времени. «Рокетс» приняли решение не выкупать остаток его контракта, действующего до лета 2010 года, с ежегодной зарплатой в $ 23 млн, а обменять.

### «Нью-Йорк», «Детройт» и «Атланта» (2010—2012)
18 февраля 2010 года, Макгрэди был обменян в «Нью-Йорк Никс» в ходе трёхсторонней сделки с участием «Хьюстона», «Нью-Йорка» и «Сакраменто». «Никс» также приобрели разыгрывающего защитника Серхио Родригеса из «Сакраменто Кингз», отдав в другие клубы Ларри Хьюза, Джордана Хилла и Джареда Джеффриса Однако по итогам сезона «Никс» в плей-офф не попал, что стало 6-й подряд неудачей клуба. В межсезонье, 16 августа 2010 года, Макгрэди подписал годичный контракт с «Детройт Пистонс». В сезоне 2010/11 Макгрэди, набирая по 8,0 очка за 23,4 минуты за матч, не вышел с командой в плей-офф во второй год подряд. 7 декабря 2011 года Макгрэди согласился на однолетний контракт с «Атланта Хокс» на ветеранский минимум, в течение сезона, он набирал 5,3 очка за 16 минут в среднем за игру.

### Циндао Даблстар (2012—2013)
9 октября 2012 года Макгрэди подписал годовой контракт с клубом Китайской баскетбольной ассоциации «Циндао Даблстар». Выступая в Даблстар он в среднем за игру набирал 25 очков, делал 7,2 подбора, 5,1 передачи и 1,6 перехвата. Несмотря на хорошую игру Трэйси, его команда заняла последнее место в чемпионате, одержав всего 8 побед и проиграв 24 игры.

### Сан-Антонио Спёрс (2013)
16 апреля 2013 года Макгрэди вернулся в НБА из Китая, подписав контракт с «Сан-Антонио Спёрс» до конца сезона 2012/2013 в самом конце регулярного чемпионата, таким образом он смог участвовать в играх плей-офф. Первые минуты на паркете в плей-офф он провёл во время 4 матча с «Лос-Анджелес Лейкерс», в котором он отметился одной передачей и перехватом. В финальной серии он вышел на площадку во второй игре и отметился двумя подборами и двумя передачам.

### Профиль игрока
Трейси Макгрэди, обладая превосходными физическими данными (рост 203 сантиметра и вес 95 килограмм), может играть на позициях как разыгрывающего, так и атакующего защитника, а при необходимости может выходить и как третий номер. Впечатляющий бомбардир. Отличная координация и быстрота. Длинные руки. Хорошее владение мячом и виденье поля. Может пройти под кольцо или бросить, хороший трёхочковый бросок. Склонен к травмам.

## Достижения
- Дважды подряд был лучшим снайпером регулярного сезона НБА (2002/03 и 2003/04);
- 7 раз подряд участвовал в матчах всех звёзд НБА (2001—2007).
- Один из девяти игроков за всю историю НБА, кто смог показать сезонный PER[16] больше 30[17] (2002—2003).
- 4 плей-офф подряд набирал больше 30 очков в среднем за игру[18] (кроме Макгрэди, это удавалось только Элджину Бэйлору, Уилту Чемберлену, Майклу Джордану и Аллену Айверсону).
- Один из 23 игроков, набиравших 60 и более очков за один матч[19].
- Будучи лидером «Хьюстона» 2007—2008 (и после травмы Яо Мина), сыграл ключевую роль в достижении серии из 22 побед подряд[20] (4-я по длительности в истории[21]).
- Стал автором одного из самых знаковых камбэков в истории НБА, забив за последние 33 секунды 13 очков, и выиграв матч против будущих чемпионов этого сезона Сан Антонио Спёрс[22] (2004—2005).

## Карьера за рубежом
В сезоне 2012—2013 выступал в чемпионате Китая за клуб «Циндао Даблстар», не получив предложения контракта от клубов НБА. До 2009 года выступал под номером 1, затем сменил его на номер 3. После перехода в «Циндао Даблстар» выступает под номером 9.

## Статистика

### Статистика в НБА
| Сезон                                                                                    | Команда     | Регулярный сезон | Регулярный сезон | Регулярный сезон | Регулярный сезон | Регулярный сезон | Регулярный сезон | Регулярный сезон | Регулярный сезон | Регулярный сезон | Регулярный сезон | Регулярный сезон | Серия плей-офф | Серия плей-офф | Серия плей-офф | Серия плей-офф | Серия плей-офф | Серия плей-офф | Серия плей-офф | Серия плей-офф | Серия плей-офф | Серия плей-офф | Серия плей-офф |
| Сезон                                                                                    | Команда     | GP               | GS               | MPG              | FG%              | 3P%              | FT%              | RPG              | APG              | SPG              | BPG              | PPG              | GP             | GS             | MPG            | FG%            | 3P%            | FT%            | RPG            | APG            | SPG            | BPG            | PPG            |
| ---------------------------------------------------------------------------------------- | ----------- | ---------------- | ---------------- | ---------------- | ---------------- | ---------------- | ---------------- | ---------------- | ---------------- | ---------------- | ---------------- | ---------------- | -------------- | -------------- | -------------- | -------------- | -------------- | -------------- | -------------- | -------------- | -------------- | -------------- | -------------- |
| 1997/98                                                                                  | Торонто     | 64               | 18               | 18,4             | 45,0             | 34,1             | 71,2             | 4,2              | 1,5              | 0,8              | 1,0              | 7,0              | Не участвовал  | Не участвовал  | Не участвовал  | Не участвовал  | Не участвовал  | Не участвовал  | Не участвовал  | Не участвовал  | Не участвовал  | Не участвовал  | Не участвовал  |
| 1998/99                                                                                  | Торонто     | 49               | 2                | 22,6             | 43,6             | 22,9             | 72,6             | 5,7              | 2,3              | 1,1              | 1,3              | 9,3              | Не участвовал  | Не участвовал  | Не участвовал  | Не участвовал  | Не участвовал  | Не участвовал  | Не участвовал  | Не участвовал  | Не участвовал  | Не участвовал  | Не участвовал  |
| 1999/00                                                                                  | Торонто     | 79               | 34               | 31,2             | 45,1             | 27,7             | 70,7             | 6,3              | 3,3              | 1,1              | 1,9              | 15,4             | 3              | 3              | 37,0           | 38,6           | 28,6           | 87,5           | 7,0            | 3,0            | 1,0            | 1,0            | 16,7           |
| 2000/01                                                                                  | Орландо     | 77               | 77               | 40,1             | 45,7             | 35,5             | 73,3             | 7,5              | 4,6              | 1,5              | 1,5              | 26,8             | 4              | 4              | 44,5           | 41,5           | 20,0           | 81,6           | 6,5            | 8,3            | 1,8            | 1,3            | 33,8           |
| 2001/02                                                                                  | Орландо     | 76               | 76               | 38,3             | 45,1             | 36,4             | 74,8             | 7,9              | 5,3              | 1,6              | 1,0              | 25,6             | 4              | 4              | 44,5           | 46,2           | 31,3           | 73,9           | 6,3            | 5,5            | 0,5            | 1,8            | 30,8           |
| 2002/03                                                                                  | Орландо     | 75               | 74               | 39,4             | 45,7             | 38,6             | 79,3             | 6,5              | 5,5              | 1,7              | 0,8              | 32,1             | 7              | 7              | 44,0           | 44,8           | 34,0           | 77,3           | 6,7            | 4,7            | 2,0            | 0,9            | 31,7           |
| 2003/04                                                                                  | Орландо     | 67               | 67               | 39,9             | 41,7             | 33,9             | 79,6             | 6,0              | 5,5              | 1,4              | 0,6              | 28,0             | Не участвовал  | Не участвовал  | Не участвовал  | Не участвовал  | Не участвовал  | Не участвовал  | Не участвовал  | Не участвовал  | Не участвовал  | Не участвовал  | Не участвовал  |
| 2004/05                                                                                  | Хьюстон     | 78               | 78               | 40,8             | 43,1             | 32,6             | 77,4             | 6,2              | 5,7              | 1,7              | 0,7              | 25,7             | 7              | 7              | 43,0           | 45,6           | 37,0           | 82,4           | 7,4            | 6,7            | 1,6            | 1,4            | 30,7           |
| 2005/06                                                                                  | Хьюстон     | 47               | 47               | 37,1             | 40,6             | 31,2             | 74,7             | 6,5              | 4,8              | 1,3              | 0,9              | 24,4             | Не участвовал  | Не участвовал  | Не участвовал  | Не участвовал  | Не участвовал  | Не участвовал  | Не участвовал  | Не участвовал  | Не участвовал  | Не участвовал  | Не участвовал  |
| 2006/07                                                                                  | Хьюстон     | 71               | 71               | 35,8             | 43,1             | 33,1             | 70,7             | 5,3              | 6,5              | 1,3              | 0,5              | 24,6             | 7              | 7              | 40,0           | 39,4           | 25,0           | 73,7           | 5,9            | 7,3            | 0,7            | 0,9            | 25,3           |
| 2007/08                                                                                  | Хьюстон     | 66               | 62               | 37,0             | 41,9             | 29,2             | 68,4             | 5,1              | 5,9              | 1,0              | 0,5              | 21,6             | 6              | 6              | 41,2           | 42,5           | 20,8           | 62,3           | 8,2            | 6,8            | 1,5            | 0,8            | 27,0           |
| 2008/09                                                                                  | Хьюстон     | 35               | 35               | 33,8             | 38,8             | 37,6             | 80,1             | 4,4              | 5,0              | 1,2              | 0,4              | 15,6             | Не участвовал  | Не участвовал  | Не участвовал  | Не участвовал  | Не участвовал  | Не участвовал  | Не участвовал  | Не участвовал  | Не участвовал  | Не участвовал  | Не участвовал  |
| 2009/10                                                                                  | Хьюстон     | 6                | 0                | 7,6              | 36,8             | 50,0             | 66,7             | 0,8              | 1,0              | 0,0              | 0,3              | 3,2              | Не участвовал  | Не участвовал  | Не участвовал  | Не участвовал  | Не участвовал  | Не участвовал  | Не участвовал  | Не участвовал  | Не участвовал  | Не участвовал  | Не участвовал  |
| 2009/10                                                                                  | Нью-Йорк    | 24               | 24               | 26,1             | 38,9             | 24,2             | 75,4             | 3,7              | 3,9              | 0,6              | 0,5              | 9,4              | Не участвовал  | Не участвовал  | Не участвовал  | Не участвовал  | Не участвовал  | Не участвовал  | Не участвовал  | Не участвовал  | Не участвовал  | Не участвовал  | Не участвовал  |
| 2010/11                                                                                  | Детройт     | 72               | 39               | 23,4             | 44,2             | 34,1             | 69,8             | 3,5              | 3,5              | 0,9              | 0,5              | 8,0              | Не участвовал  | Не участвовал  | Не участвовал  | Не участвовал  | Не участвовал  | Не участвовал  | Не участвовал  | Не участвовал  | Не участвовал  | Не участвовал  | Не участвовал  |
| 2011/12                                                                                  | Атланта     | 52               | 0                | 16,1             | 43,7             | 45,5             | 67,5             | 3,0              | 2,1              | 0,3              | 0,3              | 5,3              | 6              | 0              | 15,0           | 38,5           | 0,0            | 83,3           | 2,8            | 1,0            | 0,0            | 0,3            | 4,2            |
| 2012/13                                                                                  | Сан-Антонио |                  |                  |                  |                  |                  |                  |                  |                  |                  |                  |                  | 6              | 0              | 5,2            | 0,0            | 0,0            | -              | 1,3            | 1,2            | 0,3            | 0,5            | 0,0            |
|                                                                                          | Всего       | 938              | 704              | 32,7             | 43,5             | 33,8             | 74,6             | 5,6              | 4,4              | 1,2              | 0,9              | 19,6             | 50             | 38             | 34,5           | 42,6           | 29,0           | 75,7           | 5,7            | 5,0            | 1,1            | 0,9            | 22,2           |
| Наведите курсор мыши на аббревиатуры в заголовке таблицы, чтобы прочесть их расшифровку. |             |                  |                  |                  |                  |                  |                  |                  |                  |                  |                  |                  |                |                |                |                |                |                |                |                |                |                |                |

### Статистика в других лигах
| Сезон | Команда         | Лига  | GP | GS | MPG  | FG%  | 3P%  | FT%  | RPG | APG | SPG | BPG | PFL | TOV | PPG  |
| --- | --------------- | ----- | -- | -- | ---- | ---- | ---- | ---- | --- | --- | --- | --- | --- | --- | ---- |
| 2012/13 | Циндао Даблстар | КБА   | 29 | 27 | 32,0 | 49,6 | 33,3 | 73,3 | 7,2 | 5,1 | 1,6 | 0,6 | 2,4 | 2,8 | 25,0 |
| Всего | Всего           | Всего | 29 | 27 | 32,0 | 49,6 | 33,3 | 73,3 | 7,2 | 5,1 | 1,6 | 0,6 | 2,4 | 2,8 | 25,0 |
| Наведите курсор мыши на аббревиатуры в заголовке таблицы, чтобы прочесть их расшифровку Статистика приведена с сайта basketball.realgm.com |                 |       |    |    |      |      |      |      |     |     |     |     |     |     |      |